# 蘭伯頓 (新墨西哥州)
蘭伯頓（英語：Lumberton）是位於美國新墨西哥州里奧阿里巴縣的普查規定居民點。

## 人口
根據2020年美國人口普查的數據，蘭伯頓的面積為1.24平方千米，皆為陸地。當地共有人口70人，而人口密度為每平方千米56.45人。